# Татамайлау
Татамайлау (порт. Foho Tatamailau, тетум Tatamailau) — вершина в восточной части острова Тимор, наивысшая точка горы Рамелау.
Татамайлау — высшая точка на острове Тимор. Кроме того, это самая высокая гора в Восточном Тиморе. Расположена примерно в 70 км к югу от столицы Дили, в районе Эрмера.
Вершина находится на высоте 2963 м над уровнем моря.